# Almighty Saints
Almighty Saints czyli Wszechmocni Święci – gang uliczny założony w latach 60. przez polską młodzież z chicagowskiej dzielnicy "Back of the Yards". Dzisiaj członkowie są z pochodzenia Latynosami, w większości Meksykanami. Należą do People Nation.